# Klavreström
Klavreström är en ort och ett tidigare järnbruk i Nottebäcks socken i Uppvidinge kommun, Kronobergs län, Småland. Orten ingår sedan 1975 i tätorten Norrhult-Klavreström, från att innan dess ha utgjort en separat tätort.

## Historik
Järnbruket i Klavreström grundades år 1736 av löjtnanten Lars Silfversparre. Det ligger vid Mörrumsåns övre del mellan Enghultsjön och Norrsjön.
Bruket i Klavreström och kringliggande järnbruk hade en likartad produktion. Av sjömalm framställdes tackjärn i masugnen. Tackjärnet kunde användas till gjutgods eller vidareförädlas till stångjärn i hammarsmedjan. En del av stångjärnet förädlades ytterligare på bruket. En del blev svartsmide i knipsmedjan och en del spik i spiksmedjan. I Klavreström tillverkades i första hand stångjärn men senare även kaminer, värmepannor, kokspisar, manglar och andra bruksföremål. Vid bruket byggdes förutom smedja, masugn och andra produktionsbyggnader även arbetarbostäder och Klavreströms herrgård. Redan vid 1800-talets början fanns omkring 50 personer boende vid bruket.
År 1893 förvärvades bruket av kapten Melcher Ekströmer och övertogs 1905 av sonen Ivar Ekströmer. Produktionen moderniserades och hölls igång till omkring 1970, då bruket i Carl Johan Ekströmers ägo lades ner. 1983-1985 inrättades ett bruksmuseum i det gamla stenmagasinet. Utställningen visar föremål från den tidigare produktionen. I vissa av brukets lokaler finns STF:s vandrarhem.

## Personer från orten
- Kalle Hägglund, förläggare
- Thorleif Torstensson, artist

## Galleri

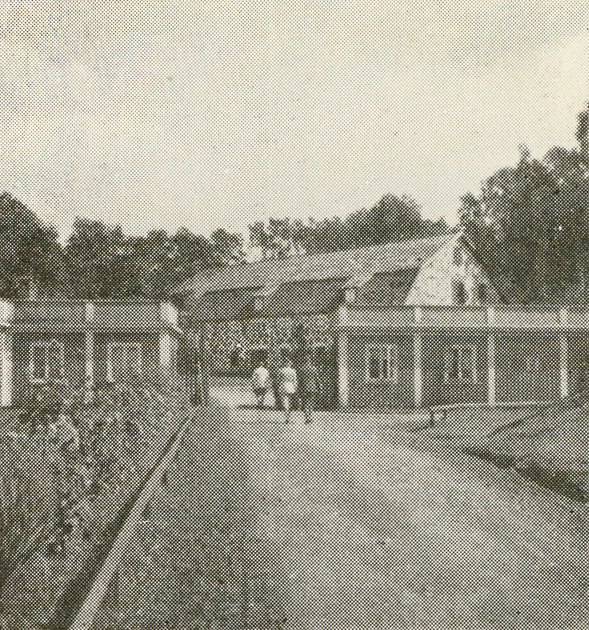
Brukets verkstadsentré 1930
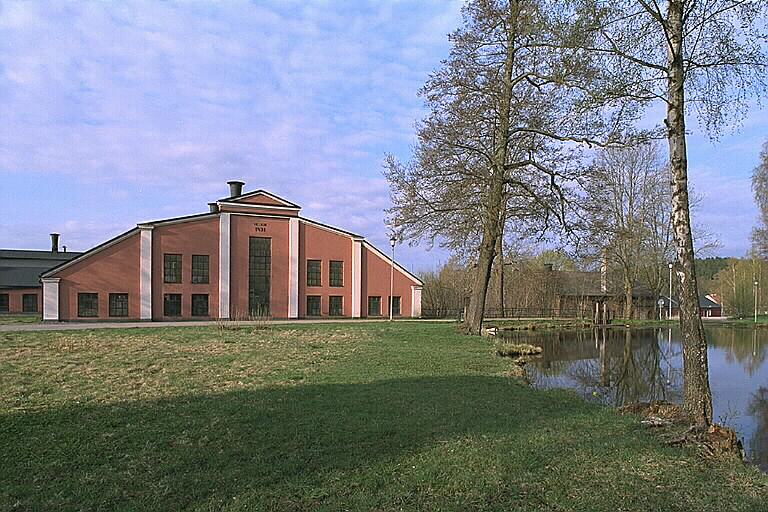
Järnbruket
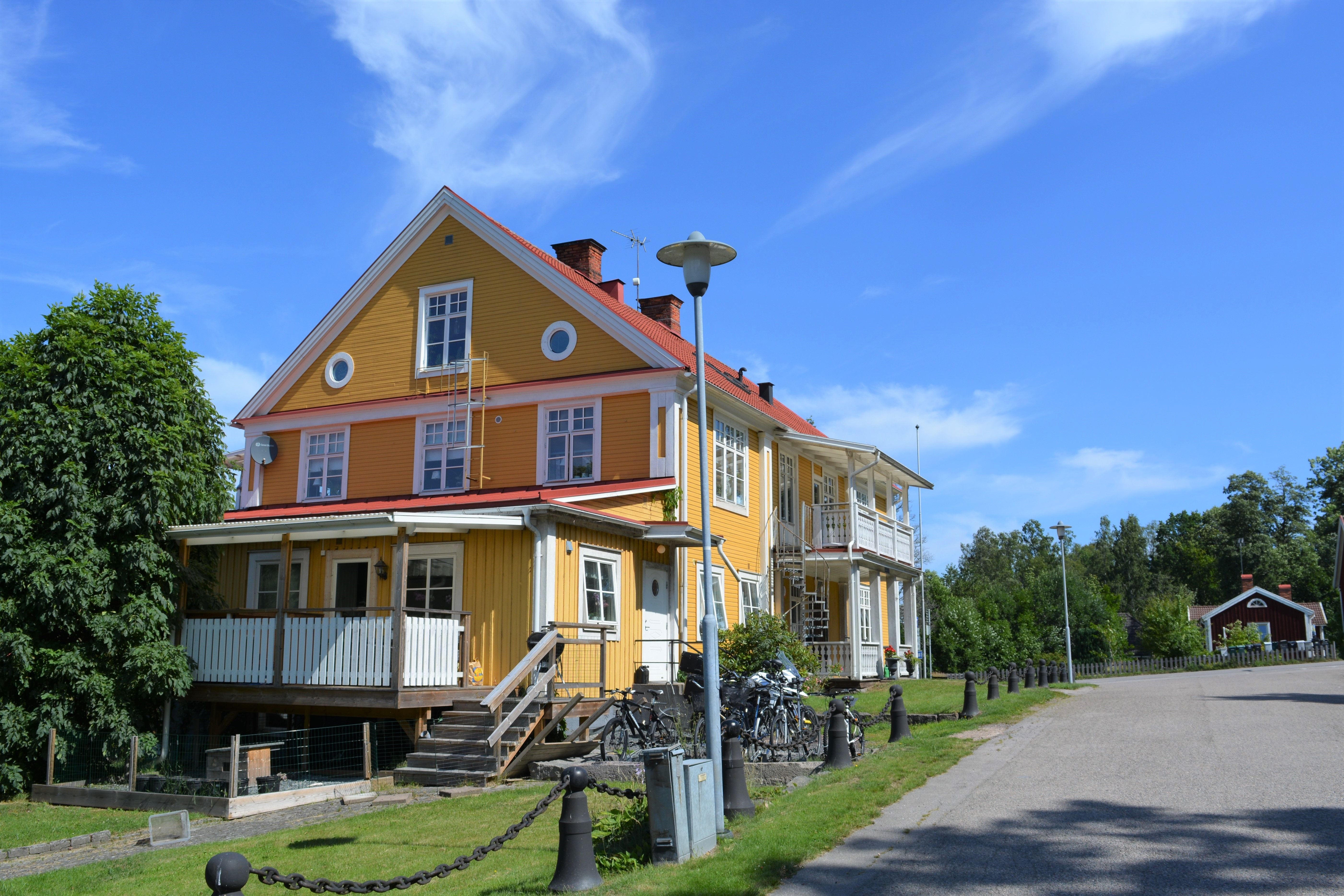
STF Vandrarhem
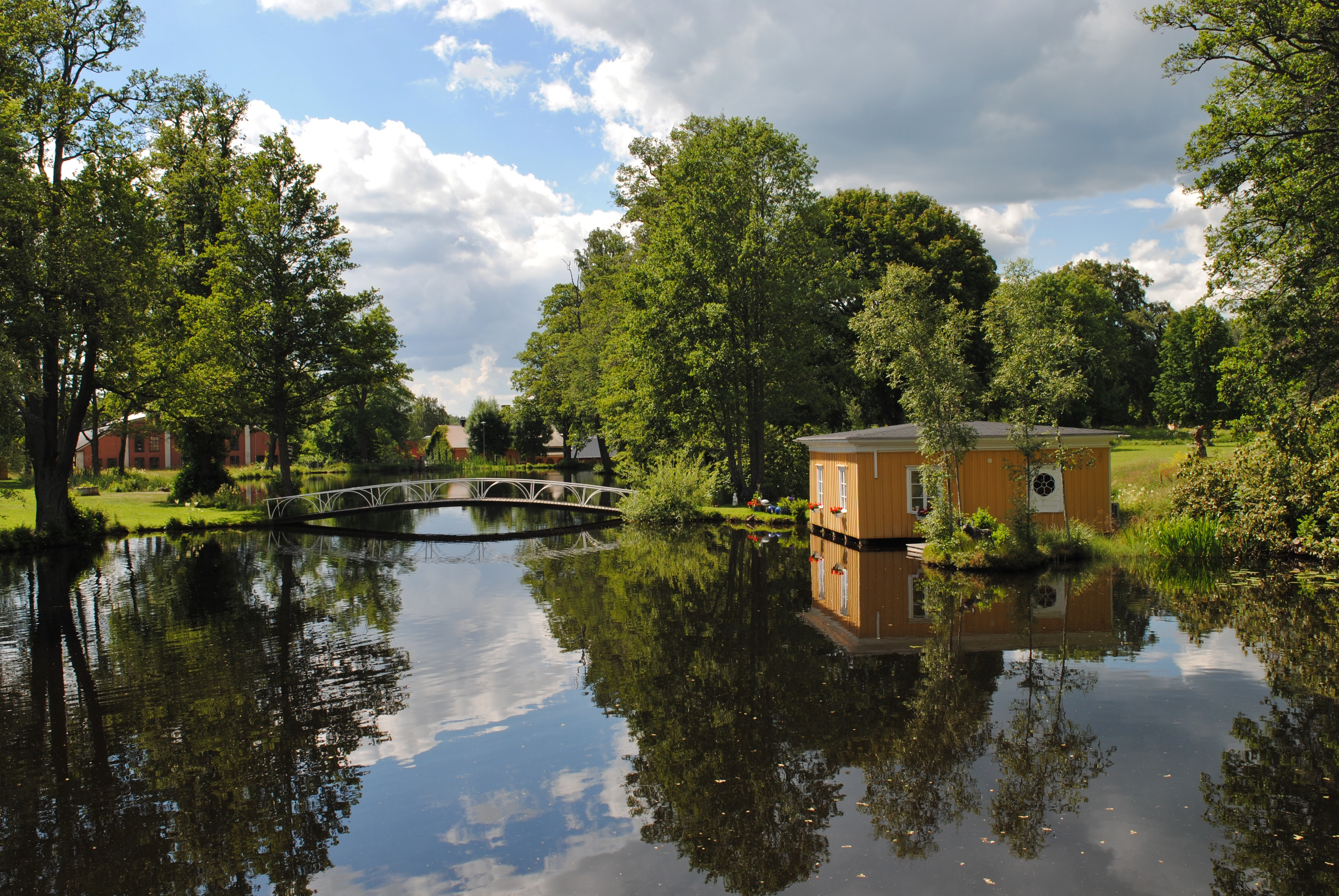
Bruksdammen
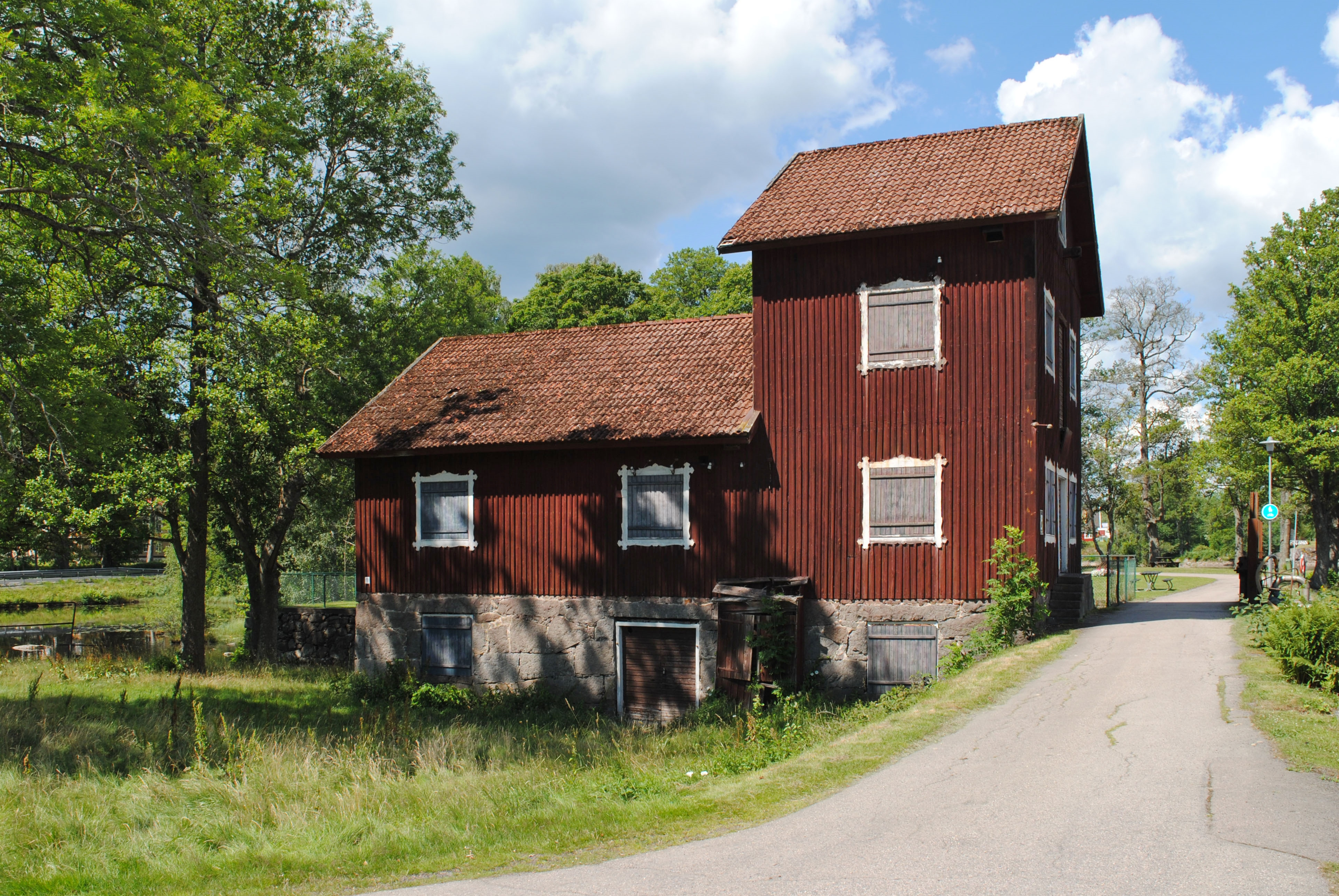
Kvarnen
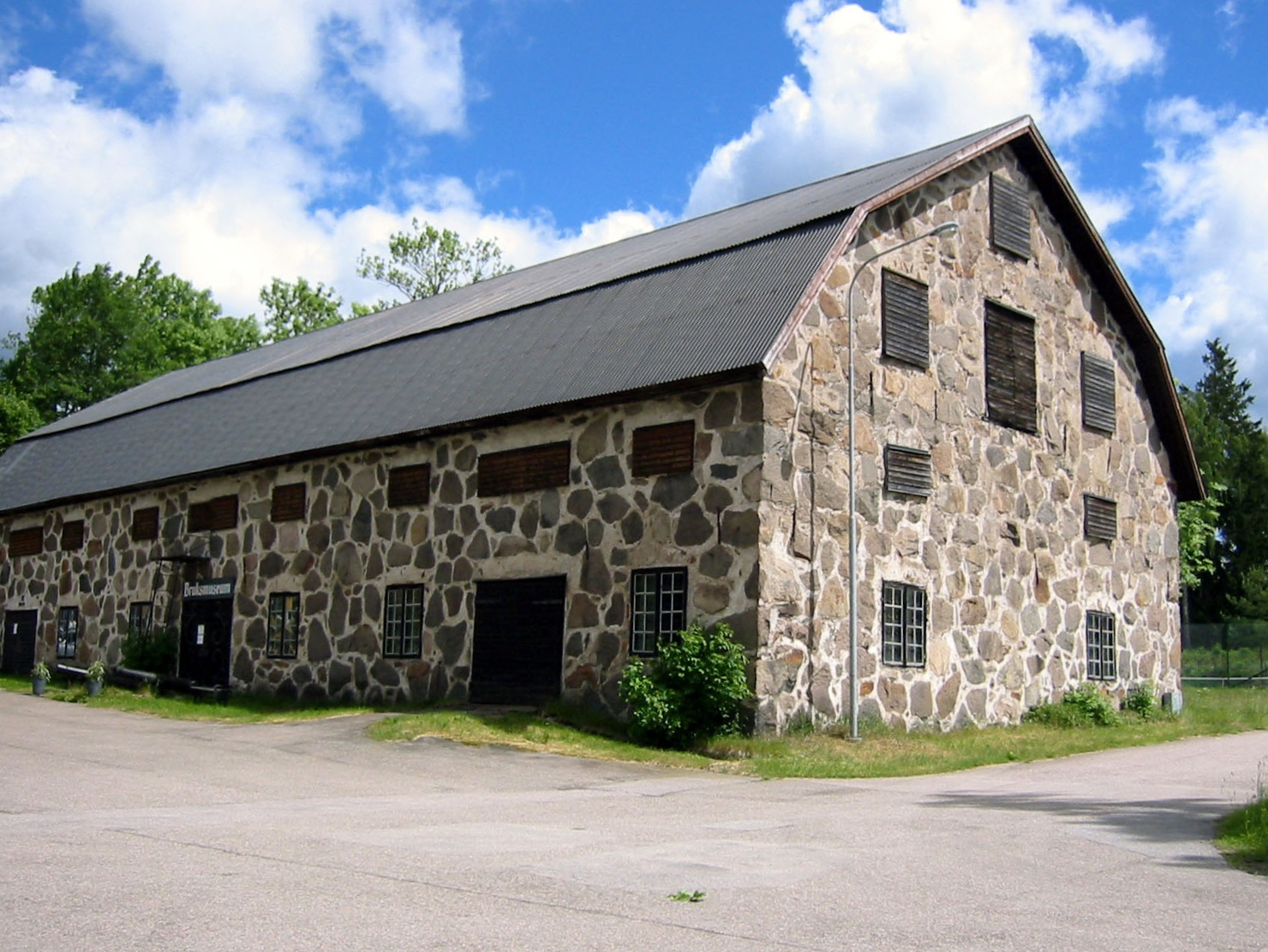
Stenmagasinet
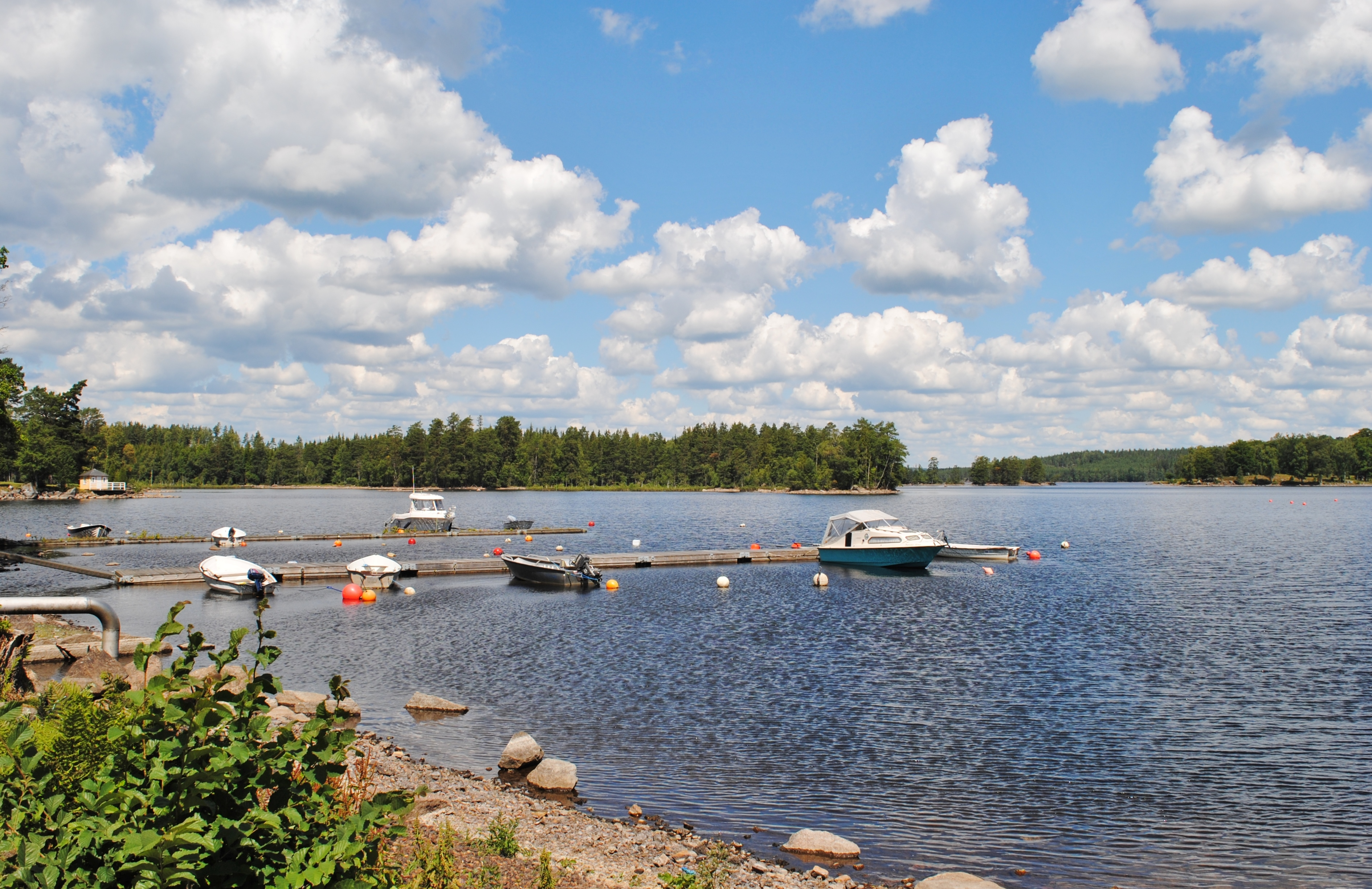
Änghultasjön vid Klavreström